# Joaquín Tomeo y Benedicto
Joaquín Tomeo y Benedicto (Albacete, ¿? - Madrid, 1872), erudito, dramaturgo y periodista español.

## Biografía
Trabajó como notario, archivero, y periodista. Desarrolló su actividad principal en Zaragoza, donde dirigió el Correo de Aragón, El Padre Cándido y La Violeta, colaborando en otros muchos periódicos de toda España, especialmente en La Iberia. Además de trabajos históricos y alguna novela, escribió varias obras dramáticas: El buitre de Prometeo (drama de 1859), Cervantes (drama, de 1861), Juan Pérez de Montalbán (drama, de 1863), Danza de espadas (comedia, de 1870), Los enredos de Brijam (juguete cómico, de 1872), La noche de Villalar (del mismo año), La campana de Huesca y Zaragoza en 1808, entre otras. 
Como investigador e historiador, escribió Zaragoza, su historia, descripción, glorias y tradiciones desde los tiempos más remotos hasta nuestros días (1859, 627 páginas) que, pese a su extensión, quedó incompleto. También hizo un callejero etimológico, Las calles de Zaragoza, etimología histórica de sus nombres y breve relato de sus monumentos y tradiciones.

## Obras

### Teatro
- El cautivo en Argel drama en un acto y en verso, Madrid, J. Rodríguez, 1862. Hay manuscrito de 1860.
- La familia de Antonio Pérez: drama original en tres actos y en verso, Madrid: Impr. de J. Rodríguez, 1866.
- Cervantes: drama apologético en tres actos y en verso, Madrid: Impr. de J. Rodríguez, 1861.
- Guerras de Flandes: drama en tres actos y en verso, Madrid: Impr. de J. Rodríguez, 1862. Se conserva el manuscrito.
- La noche de Villalar: episodio histórico en un acto, original y en verso, Madrid : Impr. de P. López, 1872.
- El marqués de Villena drama en tres actos y en verso. Madrid, José Rodríguez, 1863; conserva el manuscrito de 1862.
- La campana de Huesca: drama en tres actos y en verso. Madrid: Impr. de J. Rodríguez, 1862.
- Alma por alma: juguete dramático en un acto y en verso Madrid: Impr. de S. Landáburu, 1872.
- ¡Patria!: cuadro dramático en un acto y en verso, Madrid: Imp. de S. Landáburu, 1872.
- El buitre de Prometeo: drama histórico en tres actos, Madrid: Impr. de V. de Lalama, 1860.
- Pablo y Virginia, drama de gran espectáculo en tres actos, basado sobre la popular novela del célebre Brnardin de Saint Pierre y original en la parte literaria. Madrid, 1862.
- Danza de espadas (comedia), 1870.
- Los enredos de Brijam (juguete cómico), 1872.
- La hija del mar: zarzuela en un acto, manuscrito de 1859.
- Los cristianos de Siria: drama en cinco cuadros, manuscrito s. a.
- El ángel del hogar: comedia en un acto y en verso. Manuscrito, 1862.
- La noche de redención: drama en tres actos y en verso. Manuscrito de 1862.
- Juan Pérez de Montalbán: drama en tres actos y en verso. Manuscrito.
- Jacobo Trezzo: drama en tres actos y en verso. Manuscrito de 1863.
- Un noble de horca y cuchillo: drama histórico en tres actos y en verso, s. a.

### Historia
- Zaragoza: su historia, descripción, glorias y tradiciones desde los tiempos más remotos hasta nuestros días, Zaragoza: V. Andrés, 1859 t. 1.º y único.
- Las calles de Zaragoza, etimología histórica de sus nombres y breve relato de sus monumentos y tradiciones.

### Narrativa
- Biblioteca de el Saldubense. Gil de Mesa. Memorias del tiempo de Felipe II. Novela histórica original. Zaragoza, 1860.
- Medynat al Zohrah; ó, La hija de las flores. Leyenda árabe, Zarazoga, V. Andrés, 1859.